# Història del còmic argentí

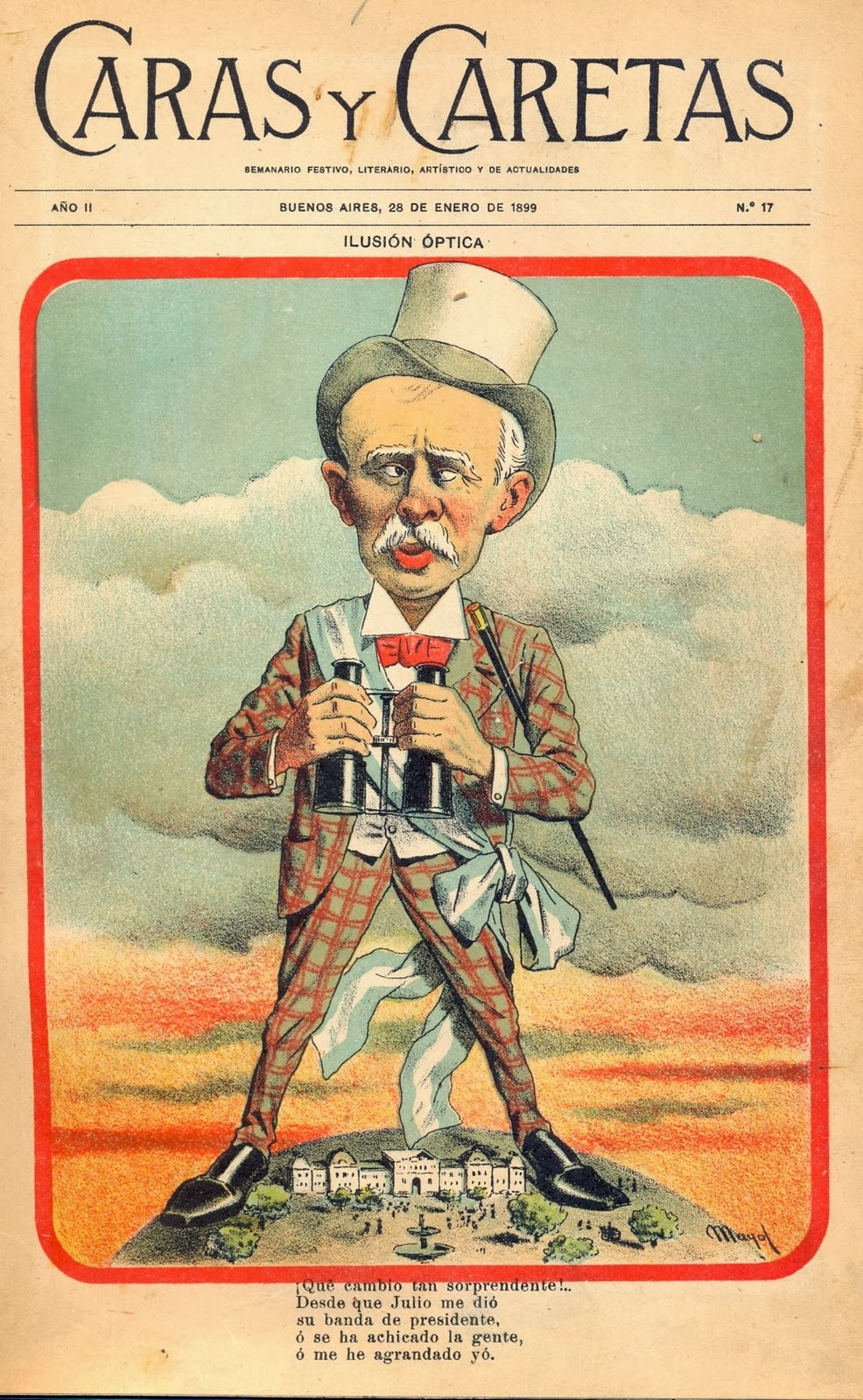
Caras y Caretas, on apareixen els primers relats il·lustrats i la inclusió de bafarades de diàleg en el dibuix

Història del còmic argentí: Argentina és a través del còmic un dels països amb major producció a nivell mundial i el més important a nivell llatinoamericà, va viure la seva «època daurada» entre les dècades de 1940 i 1960 amb pics creatius i comercials posteriors entre les de 1970 i 1980. El teòric Oscar Masotta sintetitzava el 1970 les seves aportacions en el desenvolupament de models propis de còmic d'acció (Oesterheld, Hugo Pratt), d'humor (Roberto  Battaglia, Divito, Quino) i folklòrica (Walter Ciocca) i la presència de quatre grans dibuixants (José Luis Salinas, Arturo del Castillo, Hugo Pratt i Alberto Breccia).
El còmic argenti també té importants representants de fama internacional; almenys durant tot el segle XX, l'humor gràfic argentí ha ocupat un lloc preeminent en el gènere, gràcies a artistes com Quino, amb el seu famós personatge de Mafalda, Guillermo Mordillo i Roberto Fontanarrosa. En el còmic de ficció destaquen Héctor Germán Oesterheld i Francisco Solano López amb l'obra El eternauta. En el còmic infantil és rellevant l'obra de Manuel García Ferré, amb personatges com Hijitus i Anteojito, així com revistes i pel·lícules de dibuixos animats.
També és de destacar la important tradició de publicacions de revistes de còmic que han estat molt importants dins del món del còmic en castellà, com és el cas de Fierro.

## Història
El còmic comença la seva història al país a finalitats del segle xix, a la revista Caras y Caretas, on apareixen els primers relats il·lustrats i la inclusió de bafarades de diàleg en el dibuix. El còmic continuarà desenvolupant-se al país fins a aconseguir el nivell més alt entre les dècades de 1940 i 1960, l'anomenada "Època Daurada". Després d'aquesta etapa el còmic nacional anirà decaient fins a arribar al punt de no existir cap publicació del gènere a la dècada de 1990 (exceptuant els autors que s'auto publicaven). A partir dels anys 2000 es va intentar revaloritzar el gènere, per mitjà de recopilacions de velles historietes. Un fet significatiu va suposar la volta als quioscos de la mítica revista Fierro, que compta amb els autors més reconeguts del país.

### Els inicis en la premsa satírica

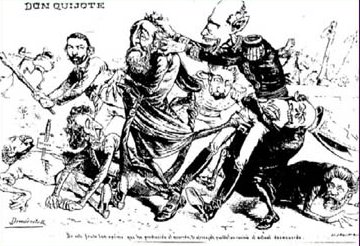
Portada de la revista El Quixot.

A la fi del segle xix , un grup d'importants il·lustradors europeus (francesos i espanyols principalment) que s'havien format en la caricatura i la sàtira començaren a desenvolupar el seu treball en les següents publicacions de Buenos Aires:
- El Mosquito, un periòdic dominical de característiques "satíric-burlesques", el seu primer exemplar va sortir el 24 de maig de 1863 i l'últim, el 16 de juliol de 1893. La part gràfica, principal atractiu del periòdic, consistia en caricatures dels personatges i fets del moment. Els seus col·laboradors més reconeguts van ser Meyer i Henri Stein.[8]
- Don Quijote d'Eduardo Sojo, publicada entre el 16 d'agost de 1884 i l'1 de novembre de 1905, que es dedicava a la publicació d'humor polític crític i mordaç amb el poder de l'època, la qual cosa va implicar pressions, segrestos d'exemplars i censura, i fins i tot Sojo va ser empresonat en algunes ocasions. Entre les plomes de la revista es comptaven el propi Sojo, Manuel Mayol, ja cap al final de la publicació, Manuel Redondo.
- PBT publicada des del 24 de setembre de 1904 per Eustaquio Pellicer va albergar en les seves pàgines els treballs de dibuixants com Manuel Mayol, José María Cao, Sanuy, Navarrete, Fortuny i redactors com Bosco, Molina, Castro Rivera, Eusebi, entre d'altres.[9]

### Un nou llenguatge

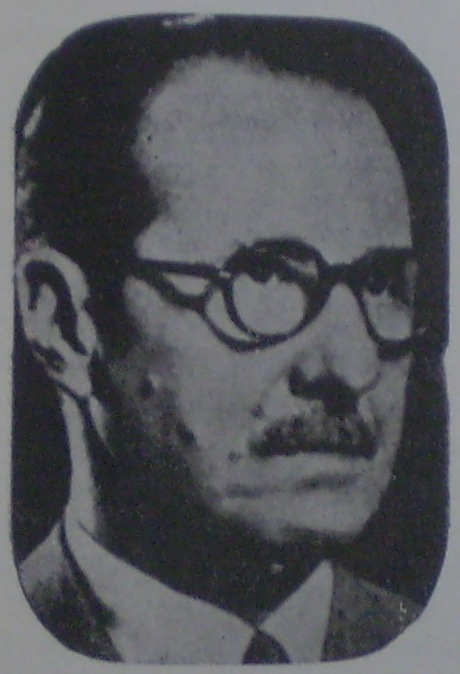
Constancio Vigil.

La revista Caras y Caretas fundada per Eustaquio Pellicer en 1898 i dirigida per Fra Mocho va ser la primera on a més de la sàtira política es comencin a veure relats costumistes. En 1912 s'hi publica la primera historieta que es fa ressò de les novetats estatunidenques, perquè incorpora personatges fixos, continuïtat i bafarades de diàleg: Es va tractar de la tira Viruta y Chicharrón, l'autor del qual és incert. Hi ha qui sosté que al principi era realitzada per l'autor estatunidenc George McManus i després seria continuada per Manuel Redondo, Juan Sanuy o tots dos i uns altres que assignen la seva autoria a Manuel Redondo, i fins i tot una altra versió afirma que els autors eren Manuel Redondo amb la col·laboració de Sanuy, sent els personatges "la versió vernacla de SpareRibs and Gravy, dos personatges de Geo Mac Manus". Un any més tard es va publicar, també a Caras y Caretas, la historieta de Rodó anomenada Sarrasqueta, la qual es va mantenir fins a la mort de l'autor. Això (la publicació de les tires a Caras y Caretas) dóna a la historieta argentina una particularitat distintiva: en general, el còmic neix a les pàgines d'un diari, mentre que en aquest cas apareix en una revista específica i representant de l'humor, gràfic i escrit.
Ja el 1916 i a la revista El Hogar, apareixen Les aventures del Negro Raúl de l'argentí Arturo Lanteri. El personatge es caracteritzava per aspirar a una vida que la seva condició social no li permet aconseguir. Aquesta historieta no comptava amb bafarades sinó amb textos, quartetes rimades, al peu del dibuix.
També en aquest any, en la revista PBT, es publica Aventuras de un matrimonio aún sin bautizar, més tard dita Las aventuras de Don Tallarín y Doña Tortuga,  obra d'Oscar Soldati, amb un plantejament tècnic i temàtic sense precedents al país. En 1918 Mundo Argentino va publicar Les aventures de Tijerita, de Lanteri.
Fundada el 1919 per Constancio Vigil, Billiken va ser la primera revista infantil a incloure historietes. A les seves pàgines es van poder veure obres de Gastón Leroux, Fola, Vidal Dávila i historietes nord-americanes, sent fins i tot, la primera a publicar Superman.

### El còmic gautxesc
El gautxo i el contingut temàtic que gira al seu voltant han impregnat i conformat la cultura popular argentina; la historieta no ha estat aliena.
A principis de 1914, es publica Sinforiano Charabón, sus aventuras gauchescas, a la revista Mundo Argentino. A la tira es percebia l'origen nord-americà de la mateixa, per marques a la vestimenta, les referències ambientals i els animals que es presentaven. Tot i això, el subtítol al·ludia de manera explícita a la figura d'un símbol nacional. Seria notòriament inversemblant la combinació d'aquests elements.
La publicació realitzada per l'editorial Haynes, va estimular l'esperit dels dibuixants argentins. Hi havia molt en els còmics del país vinculat a aquests personatges, també obres literàries -com el Martín Fierro i les novel·les d'Eduardo Gutiérrez- projectaven el focus en ells. Havia arribat el moment que la gautxesca ingressés a l'àmbit del còmic.
En aquest vessant destaquen les següents obres i dibuixants:
- Enrique Rapela, crea per a La Razón, Cirilo, l'Audaç en 1939. Posteriorment, El Huinca (1957) i Fabián Leyes que salin en el diari La Premsa.
- Raúl Roux autor d'El tigre de los Llanos publicat en el diari Crítica, el 1929. Més tard es dedicarà a les aventures al desert i les zones de frontera amb Lanza Seca i Fierro a fierro.

- Walter Ciocca, realitza en format de fulletó Lindor Covas, en l'última meitat de la dècada del 50 per al diari La Razón. Entre 1953-1958, es publica Fuerte Argentino a Misterix.
- Carlos Casalla i Julio Álvarez Cao, van dibuixar Cap Savino, que va fer la seva aparició el 1951, a les pàgines de La Razón.

### La popularització del còmic

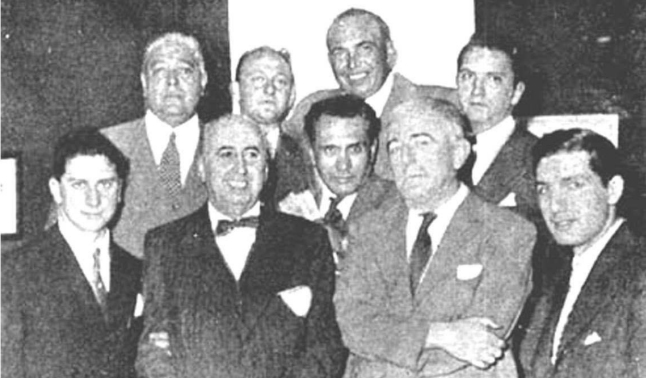
(De dreta a esquerra i de dalt cap avall): Colonese, Aristides Rechain, Ángel Borisoff, Ferroni, Videla, Ramón Columba, Valdivia, Eduardo Álvarez i Siulnas.

En aquesta dècada, precisament el 1920, La Nación es converteix en el primer diari argentí a publicar còmics. L'obra triada va ser Bringing Up Father de George McManus, traduïda com a Pequeñas delicias de la vida conyugal  i els seus protagonistes com Trifón i Sibebuta.
A la revista El Hogar i sortida de la ploma de Lanteri, apareix el 1922 les reeixides Aventures de Don Pancho Talero de la qual més tard van sorgir dos reeixits films basats en el personatge.
És evident l'auge del mitja tenint en compte que gairebé tota revista d'actualitat de la dècada contenia pagines de còmic. Es poden esmentar en primer lloc a les revistes El Suplemento: Panitruco (dibuixos d'un debutant Dante Quinterno i guió de Leroy); La Novela Semanal: Página del Dólar (1923) (auspiciada per la marca de cigarrets Dólar) y La Familia de Don Sofanor (1925) de (1925) d'Aristides Rechain, Andanzas y desventuras de Don Manolo Quaranta (1926), primer personatge creat per Dante Quinterno, La barra de Candelario de Gutiérrez i Pepinito y su novia de González Fossatt; Mundo Argentino: Anacleto (1924) de Lanteri, Firulete i Retacón (1924) de González Fossat i el primer èxit de Quinterno, Don Fermín (més tard Don Fierro); Femenil: Pantaleón Carmona (1927) de Messa i  Las hijas de Pastasciuta (1928) d'Oscar Soldati.

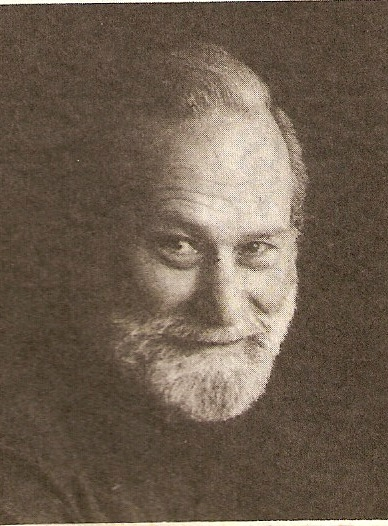
Oscar Blotta.

El 1922 neix Páginas de Columba, del dibuixant argentí Ramón Columba, que va donar lloc al desenvolupament d'artistes locals. És en aquesta revista on es publica Jimmy y su pupilo (1924) de Gónzalez Fossat, considerat el primer còmic d'esports i que a més va ser la precursora del clàssic continuarà, marcant així que la història tenia continuïtat en el número següent i no es tractava d'històries aïllades. D'aquesta publicació el 1928 en va sortir la primera revista amb contingut únicament de còmics: El Tony.
En veure que la publicació de Bringing Up Father havia tingut èxit, els responsables del diari La Nación decideixen incloure una segona obra del gènere el 1926: Betty de Charles Voight.
El 26 de setembre de 1928 apareix el primer número del Tony (successora de Páginas de Columba). Es tracta d'un setmanari de 16 pàgines, imprès a una tinta de color. El projecte era publicar adaptacions de novel·les d'aventures famoses: tasca que recau, principalment, sobre Raúl Roux. El 19 d'octubre fa la seva aparició un dels personatges de major importància en el còmic argenti: l'indi Patoruzú. Ho fa com a personatge secundari de la tira Las Aventuras de Don Gil Contento (prèviament dita Un porteño optimista) publicada a Crítica, posteriorment el seu autor, Dante Quinterno se'n va al diari La Razón.
El 1929, també a Crítica es publica una historieta de caràcter seriós: El Tigre de los Llanos, obra de Raúl Ramauge en la qual es narrava la vida de Facundo Quiroga recorrent a grans quadres de text, però sense utilitzar la bafarada. Completen la sèrie de relats argentins realitzats per aquest autor: La estancia del ombú, Marta Riquelme, Martín Fierro y Vida de Manuelita Rosas.
Ja als anys 30, el diari La Opinión publica Ramona, una tira signada per Lli Palacio (qui el 1934 publica Don Fulgencio a La Premsa) i Caras y Caretas presenta Les desventures de Maneco de Linage, personatge de certa popularitat a l'època.

El Diari Crítica es converteix en el primer a publicar un suplement de còmics a color l'any 1931 i és per a aquesta època el periòdic de major tirada de parla hispana amb 352.432 exemplars. Durant aquest any el diari va patir una clausura que seria aixecada més tard. El mateix any a la tira, Don Julián de Montepío, de Quinterno, se li canvia el nom a causa de la popularitat que obté un personatge secundari: Patoruzú, qui passa a convertir-se en l'estrella de la publicació, aqui li dona el nom a l'agost.

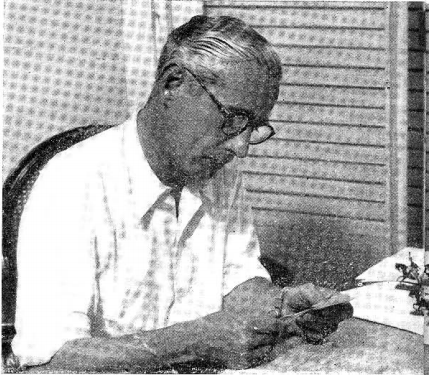
José Luis Salinas.

Un any més tard, Quinterno treu a la venda una revista a la qual nomena com el seu personatge més famós, el primer número del qual es va esgotar el mateix dia de la seva aparició. Al començament inclou recopilacions de les tires aparegudes a El Mundo i després comencen a produir-ne de noves, alhora que la revista és completada per altres creacions: Hernán, el Corsari de José Luis Salinas, Ventajita de Blotta i Juliá, María Luz de Battaglia, a més de diversos personatges creats per Eduardo Ferro (Bòlid, Pandora, Tara Service, entre d'altres). Patoruzú, a més, comptava amb articles que completaven la publicació.
L'any 1937 va veure el naixement d'una nova sèrie humorística a la revista ¡Aquí está!: Conventillo, obra d'Héctor Torino. Aquesta tira va canviar de nom diverses vegades durant els quaranta anys de la seva existència i va comptar amb l'aparició d'un personatge reconegut popularment: Do Nicola. Aquest mateix any, va sortir a la llum una nova revista: Pif Paf, que va trencar amb el model de còmic amb extenses descripcions literàries de l'acció (present a El Tony) amb un nou format i distribució en pàgina de les sèries.El 1935, Quinterno canvia novament els seus personatges, aquesta vegada al diari El Mundo i funda al mateix temps el primer sindicat d'autors de còmic del país: el Sindicat Dante Quinterno.

### L'època daurada (1943-1960)
Pel teòric Oscar Masotta:
| «                | A mitjans dels anys quaranta la publicació de tres revistes inicia una nova era, una edat d'or que no es prolongarà en canvi molt més enllà de l'entrada dels anys seixanta: Rico Tipo (1944), Patoruzito (1945) i Intervalo ( Editorial Columba, 1945). Pugen immediatament les xifres de venda. Es crea llavors un sindicat argentí, Surameris, que associat amb l'Editorial Abril serà l'encarregat al començament dels anys cinquanta de portar al país al grup italià de Pratt i Ongaro. | » |
| — Oscar Masotta, | |   |

Oscar de Majo afegeix:
| «                | Però, fonamentalment, l'inici de la època d'or ho marca l'aparició i consolidació de la historieta "seria", "adulta", que li valdrà el malnom de "literatura dibuixada", i que es recolza en la fundació, el 1945, de la revista Intervalo, també d'Editorial Columba, que ompli el "sotrac" i completa l'espectre que es dóna amb Billiken, per als nois; Patoruzito, per als joves, i Intervalo, per als adults. | » |
| — Oscar de Majo, | |   |

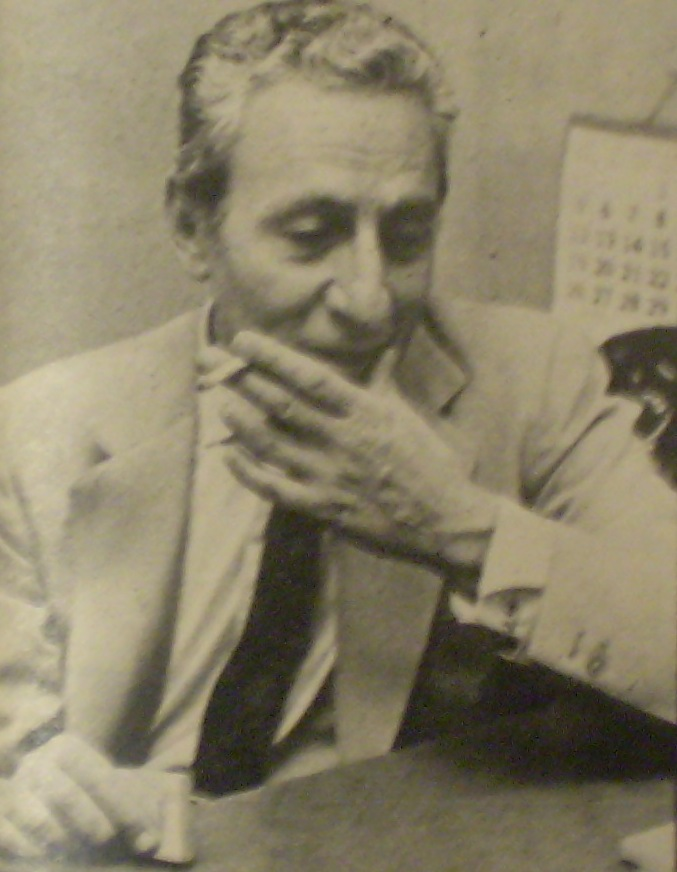
Divito.

Un dels punts d'inflexió en la manera de fer còmics que va caracteritzar aquest període va ser conseqüència de la urgència per apurar la producció editorial, estandarditzant les sèries. Aquest fet va ser el sorgiment d'un nou rol: guionista, tasca que va recaure a les mans d'escriptors, periodistes i redactors publicitaris, els qui mancaven d'una tècnica dels còmics: Vicente Barbieri, Isaac Aisenberg, Conrado Nalé Roxlo i Manuel Peyrou. Encara no existia una consciència de com podia estructurar-se una relació entre guionista i dibuixant. En part això es podia veure en la grandària desmesurada dels blocs de text que a vegades arribaven a desplaçar al dibuix a un segon pla. Leonardo Wadel és, per contra, un dels primers guionistes que surten d'aquesta concepció dl còmic com a llenguatge subsidiari d'altres gèneres. Va començar a publicar el 1936 la sèrie Kharú, Kharú, el hombre misterioso amb dibuixos de Carlos Clemen a la revista Mustafá.
El mes de novembre de 1944 va començar a publicar-se una de les revistes que més repercussions van tenir en el mitja gràfic: Rico Tipo. El seu creador, Guillermo Divito, havia estat part de l'editorial de Dante Quinterno, fins a aquest moment, decideix convocar per a aquesta emprenedoria a Oski, Ianiro i Liotta. Els personatges de la revista, tots creació de Divito eren fidels reflexos de la societat de l'època: El doctor merengue, las chicas, Fúlmine, Bómbolo i Falluteli, entre d'altres.
En aquesta època, es comencen també a publicar còmics d'aventures amb un grafisme més realista. És el cas de les sèries Kid, de Río Grande (1942) d'Alberto Breccia i Miguel Strogoff i La Costa de Marfil (adaptacions de l'obra de Jules Verne i d'Emilio Salgari, respectivament), de José Luis Salines.
El 13 d'abril de 1945 es va publicar el primer número d'una nova revista de l'Editorial Columba: Intervalo en la qual es publicaven historietes recolzades en models literaris (principalment el fulletó), mancats de guió, sent una mera reproducció textual o un resum adornat amb il·lustracions; El 13 d'abril de 1945 es va publicar el primer número d'una nova revista de l'Editorial Columba: Intervalo en la qual es publicaven historietes recolzades en models literaris (principalment el fulletó), mancats de guió, sent una mera reproducció textual o un resum adornat amb il·lustracions; el text repetia el que les imatges ja mostraven, fins i tot sense utilitzar les bafarades dels còmics, utilitzant sol epígrafs o llargues tirades de vinyetes ocupades només amb paraules. Aquestes historietes, no obstant això, van tenir un èxit tal que en 1951 al costat d'Interval va començar a sortir Interval Extra, dedicat exclusivament a adaptacions de la literatura universal.
A l'octubre, Dante Quinterno treu a la llum un nou setmanari de còmics: Patoruzito (incloïa en les seves pàgines centrals la versió infantil de Patoruzú, creada per Tuli Lovatto i Mirco Repetto), totes fetes per autors del país i amb dues temàtiques principals: acció i aventures. Langostino d'Eduardo Ferro, Rinkel de Lovatto, Ira implacable de Raúl Roux, el Gnomo Pimentón d'Oscar Blotta, entre d'altres, eren les historietes de tall humorístic que componien la publicació. Dins del còmic seriós destacava Vito Nervi, al principi realitzada per August Cortines (guions) i Mirco Repetto (dibuixos) i després de 1946 per Leonardo Wadel i Alberto Breccia.
Cesare Civita, per part seva, instal·la Editorial Abril al país i llança la revista Salgari el 1947, on el personatge Misterix (de la dupla Ongaro-Campani) adquireix tanta popularitat, que el 1948 decideix editar la seva pròpia revista, al principi amb contingut d'origen italià per a anar gradualment afegint obres d'autors nacionals.

### Anys 1950

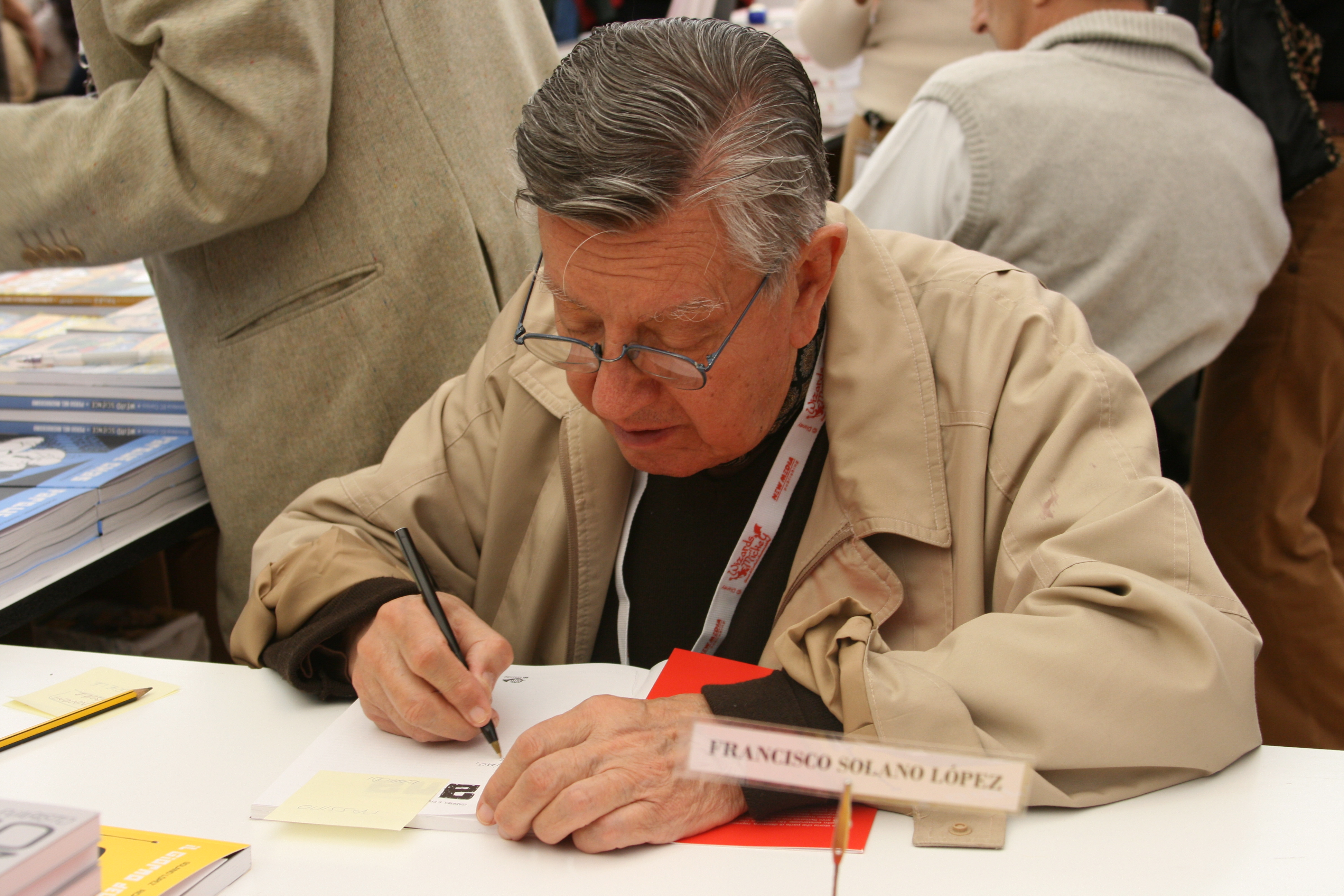
Solano López signant llibres en Lucca 2007.

El juliol de 1950, Abril llança també la revista Cinemisterio, mentre que Columba publica el primer número de Fantasía, la pequeña revista de las grandes historietas, el subtítol de les quals fa referència a la grandària que tenia la revista, conegut com de butxaca.
El 1951, precisament a la revista Cinemisterio, publica el seu primer treball el que es convertiria en un dels guionistes més importants del país: Héctor Germán Oesterheld. Al mateix moment se suma una altra editorial a la publicació de còmics amb una revista mensual: Pimpinela (la majoria de les revistes eren setmanals). Hi destaca Duval i Gordon de Wadel i Vieytes. A l'any següent es publica el que seria el primer èxit d'Oesterheld: Bull Rocket, amb dibuixos de Paul Campani a la revista Misterix. Ja el 1953 comença a publicar-se a la mateixa revista una altra de les obres més conegudes del guionista: Sargento Kirk, juntament amb el dibuixant italià Hugo Pratt. El 1954 irromp a l'escena una nova revista de Còdex: Gatitos, dedicada al públic infantil i amb la col·laboració d'Oesterheld. Aquest mateix any, dins de Pimpinela sorgeix un suplement, Sabú, dibuixada per Carlos Roume i amb guions del prolífic guionista Leonardo Wadel.
El 1955, Oesterheld crea Editorial Frontera al costat del seu germà Jorge. Publiquen versions novel·lades de Bull Rocket i e continuara. Dos anys després surten les primeres revistes de l'editorial: Frontera i Hora Cero que es publiquen mensualment i tenien la característica de contenir històries autoconclusivas. La majoria dels guions corren per compte de Oesterheld i compta amb nombrosos dibuixants. El 4 de setembre apareix Hora Zero, Suplement Setmanal dedicada a les històries de continuara (Des de 2005 es festeja el Dia de la Historieta els 4 de setembre en honor a la publicació). És en aquesta revista que comença a publicar-se El Eternauta, clàssic del còmic argenti, amb guió de Oesterheld i dibuixos de Francisco Solano López.
Aquell mateix any Columba publica una nova revista: D'Artagnan i Landrú llança la seva pròpia revista que porta el nom d'un dels seus personatges: Tia Vicenta, dedicada a l'humor.
La fi de la dècada porta amb si el tancament d'algunes editorials i un canvi de concepció respecte a la importació de material estranger, el qual ja no és tan requerit pel públic lector de còmics. A partir d'aquest moment la producció passa a ser local i afí als gustos d'una nova generació de lectors. Es produeixen llavors innovacions que constitueixen novetats en l'articulació (o l'oposició) entre dibuix i text, o entre relat i seqüència gràfica.

### El lent declivi (1961-83)

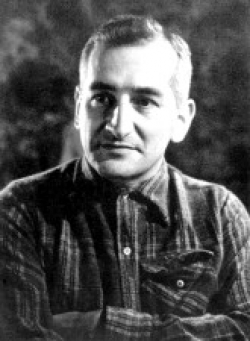
Héctor Oesterheld posa per al primer número d'Hora Zero Setmanal.

A la dècada de 1960, el còmic argentí està marcat per dos factors contraris: d'una banda aquesta època marca l'inici d'una disminució en la producció de material i un afebliment en la indústria. L'aventura editorial (Editorial Davantera) de Oesterheld acaba en 1963 amb el número 77 d'Hora Zero "Extra" i els drets dels seus personatges passen a Editorial Ramírez. També sofreixen un impacte grans editorials com les que publicaven Misterix i Rico Tipo.
Entre altres, els factors de la decadència van ser:
- L'entrada al país, en forma massiva, de revistes mexicanes (principalment d'Editorial Novaro) a un preu molt menor i millor qualitat.
- La invenció de la televisió (aquest factor es dóna a nivell mundial), que es va convertir en la moda del moment i era gratis.
- L'emigracio cap Europa dels millors dibuixants (on tenen majors oportunitats i millor remuneració) repercuteix en un descens quant a qualitat artística.[44]

Columba és l'única editorial que subsisteix a aquesta crisi mantenint les seves publicacions tradicionals, però sacrificant per a això la qualitat d'edició i espaiant la periodicitat de les seves publicacions: les setmanals van passar a ser quinzenals o mensuals. També va reemplaçar les historietes continuades per històries auto-conclusives.

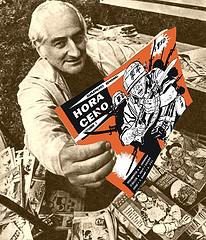
Oesterheld amb diversos exemplars de la revista "Hora Zero"

Tot i això, no tots coincideixen amb aquesta visió. És el cas de la llegenda de la historieta argentina José Massaroli, autor de la historieta gaucha Juan Moreira (1983) i dibuixant en ambients tan diferents com Walt Disney Animation Studios, Marvel, Editorial Columba, Edicions Rècord, Produccions García Ferré, Historietas Sex, Satiricón, Caras y Caretas i diario La Voz. En l'opinió de José Massaroli els anys '70 van ser l'època daurada de la historieta argentina, ja que hi havia un nivell artístic altíssim i les exigències dels caps d'editorials obligaven a oferir-li al públic sempre un producte de màxima qualitat.

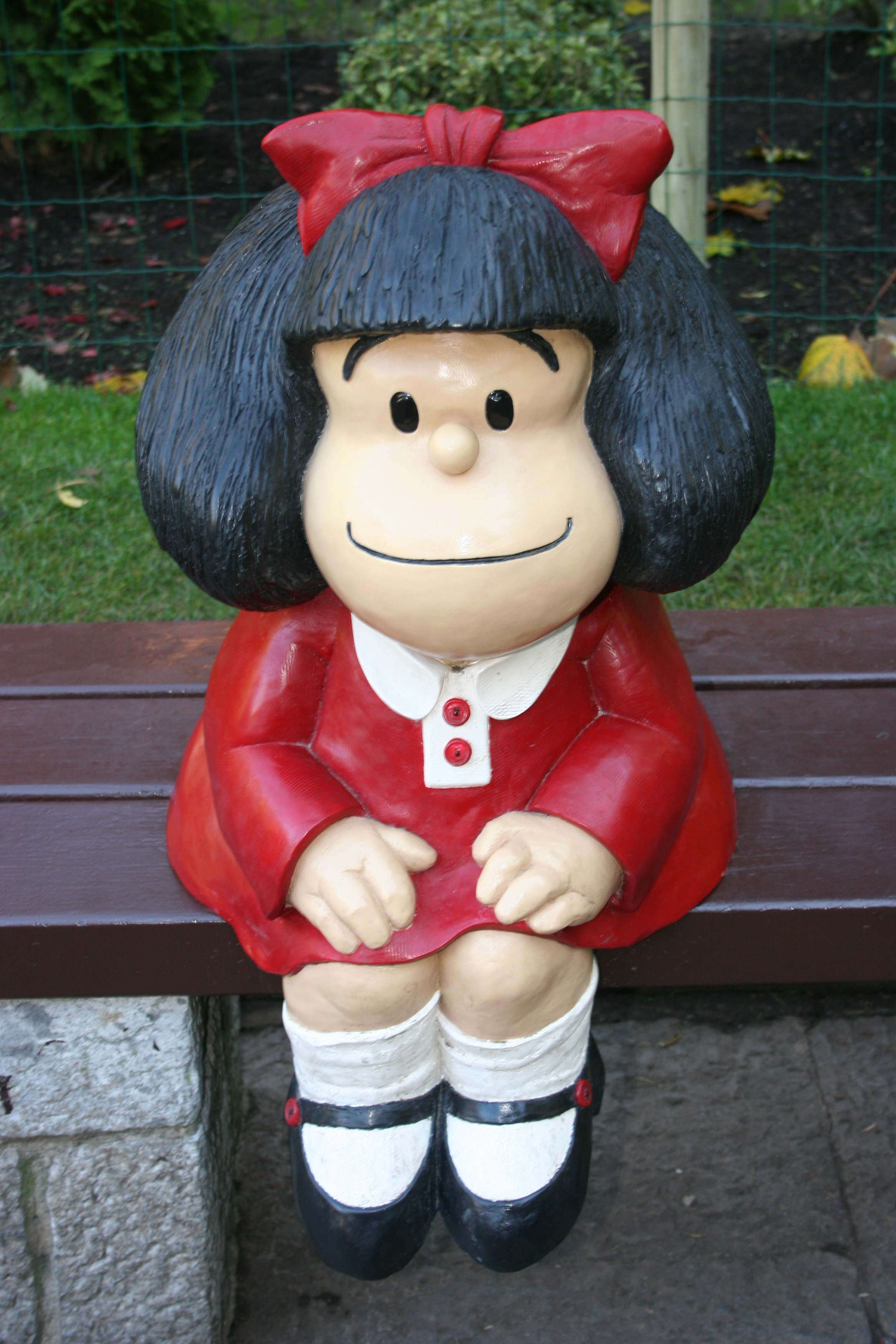
Estàtua de Mafalda

D'altra banda, i ja des dels últims anys de la dècada anterior el còmic argenti havia començat un procés de reformulació, d'innovacions formals, que va anar proveint-la de trets que li atorgaven una individualitat pròpia, diferent a altres tradicions. De la mà de dibuixants com Alberto Breccia, Francisco Solano López, Hugo Pratt, Daniel Haupt i Gustavo Trigo s'introdueix un expressionisme que es manifesta, entre altres trets, en el cultiu sincopat  dels contrastos de to; en la línia escarida; en la definició de tipus facials i corporals extrems; en la instal·lació permanent de detalls que remeten al terrible o el grotesc. Però aquests trets no componen un estil, una novetat (l'expressionisme estava present en còmic mundial des de feia temps: Krazy Kat, The Spirit, Dick Tracy). La innovació argentina va consistir en l'articulació d'aquest estil de dibuix amb narracions novel·lístiques, aventures que suposaven motivacions psicològiques complexes. El principal guionista d'aquest moment i qui va establir les bases de la nova manera de narrar va ser Héctor Germán Oesterheld. Entre 1962 i 1964, Oesterheld, al costat d'Alberto Breccia formen una dublet d'innovadors per a crear un dels personatges més reconeguts del còmic argentí: Mort Cinder (publicat a Misterix), un subjecte que mor i ressuscita constantment.
És també en aquesta dècada que sorgirà un altre de les icones del còmic argenti : Mafalda, de Quino. Aquesta tira, que fou pensada per la publicitat d'una línia d'electrodomèstics, fa el seu debut a les pàgines de Primera Plana el 29 de setembre de 1964. El 1965, per diferències amb els editors, Quino trasllada la seva tira al diari El Mundo, de gran circulació a nivell nacional. Un any després Mafalda es multiplica en diaris de tot el país i també de l'Uruguai i cap a cap d'any es publica el primer llibre recopilatori, esgotat en dos dies. En 1968, després del tancament d'El Mundo, reapareix a Siete Días i és també publicada a Itàlia. El 1971 la tira ja és traduïda en diversos idiomes: portuguès, anglès, alemany, danès, suec i flamenc. Dos anys després, el 25 de juliol es publica l'última tira, per decisió irrevocable del seu propi autor. Després d'això només apareixeran dibuixos ocasionals (per exemple, els que Quino va fer per a la campanya de Declaració dels Drets del Nen que va organitzar UNICEF en 1977).
El 1966 va fer el seu debut un autor, encara que paraguaià, de gran trajectòria a l'Argentina: Robin Wood. Ho fa a la revista D'Artagnan al costat del dibuixant Lucho Olivera amb una historieta anomenada Aquí la retirada. Un any després, la mateixa dupla publica el primer episodi de la seva reeixida obra, Nippur de Lagash.
Aquell mateix any el govern clausura la revista Tia Vicenta, després que apareguessin acudits amb l'aparença física del llavors president Juan Carlos Onganía.
A l'octubre de 1968, d'acord amb la nova consciència del mitjà a nivell mundial, l'Institut Di Tella de Buenos Aires va organitzar la Primera Biennal Mundial de la Historieta, amb representació dels països amb major tradició en còmics a nivell mundial: l'Argentina, els Estats Units, el Brasil, el Japó, Itàlia, França, Anglaterra i Espanya. La mostra va posar en l'escena internacional als artistes argentins i va fer que fossin coneguts en cercles aliens al còmic. A més, va aparèixer la revista LD (Literatura Dibuixada), fundada per Oscar Masotta. Encara que de curta durada (tres números entre novembre de 1968 i gener de 1969) va representar la primera revista a publicar assajos, comentaris i crítica sobre còmic.
També aquell any Oesterheld i Alberto Breccia tornen a col·laborar, aquesta vegada sumant-hi al fill del segon: Enrique Breccia. Junts creen Che, la vida del Che Guevara, per a l'editorial Jorge Álvarez. No obstant això, el govern censura l'obra i suspèn la circulació, segrestant els originals.
El 1969, a la revista Gente, Héctor Oesterheld i Alberto Breccia realitzen una segona versió del Eternauta. No obstant això, els editors del setmanari no estan molt conformes amb la historieta i decideixen deixar de publicar-la, obligant així al fet que Oesterheld resumís l'argument per a donar-li una fi.

### Anys 1970

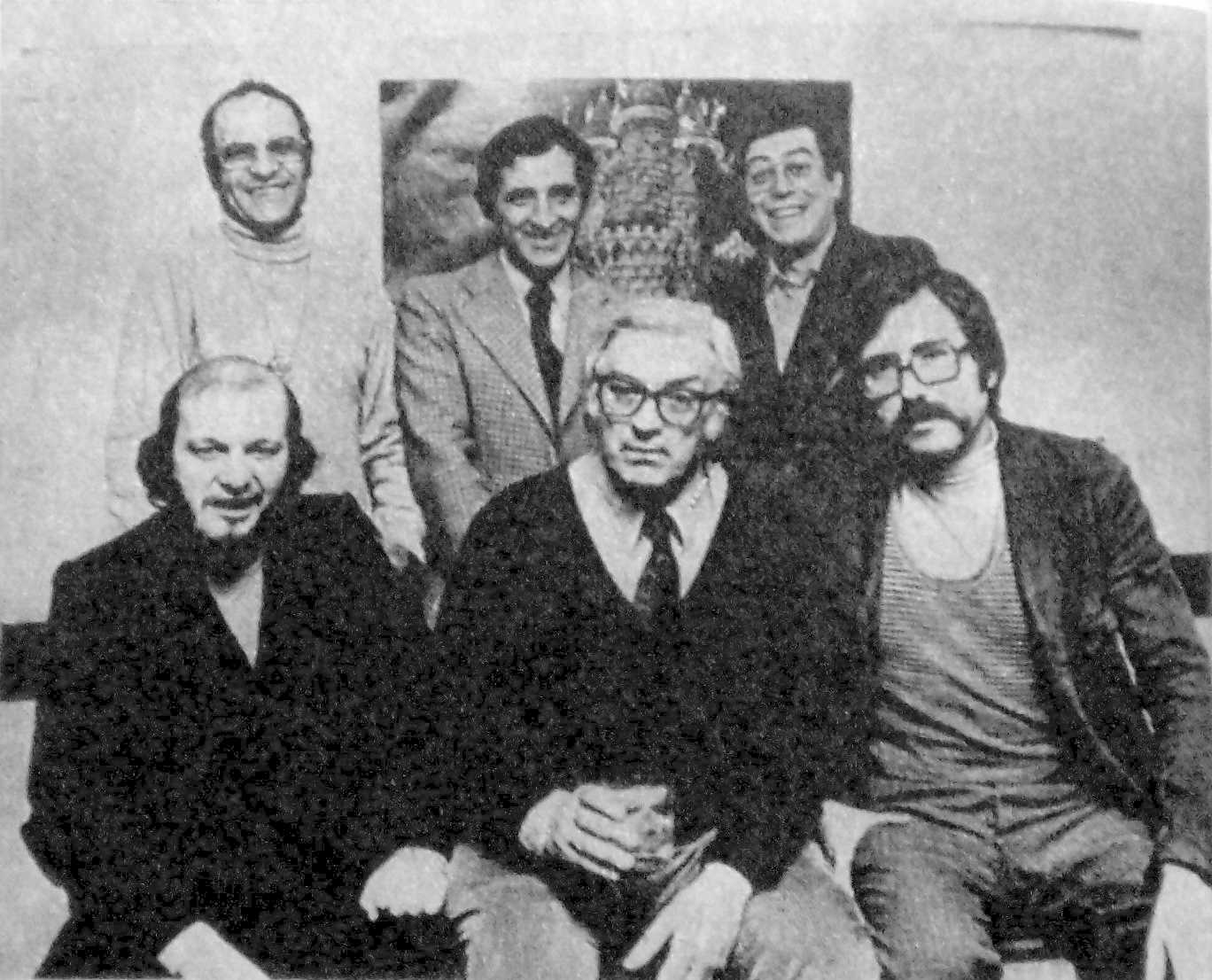
D'esquerra a dreta: A dalt, Quino, Garaycochea i Bróccoli. A baix, Mordillo, Oski i Amengual.

El 1972 apareix a la ciutat de Còrdova una publicació dedicada a l'humor: Hortensia. Amb un inici localista, la revista tindria repercussió a nivell nacional. El mateix any, l'1 de novembre, es comença a publicar la revista Satiricón, també dedicada a l'humor.
El 1973, el Diari Clarí decideix fer una renovació en la seva contratapa contractant joves autors com Caloi, Crist, Sendra. El mateix any, un 25 de juny arriba a la seva fi una de les tires argentines més reconegudes al món, Mafalda.
Un any més tard, fa la seva aparició una nova revista dedicada íntegrament al gènere, Skorpio, propietat d'Edicions Rècord, la direcció del qual estava a càrrec d'Alfredo Scutti. La revista va tenir com a col·laboradors a gran part dels artistes més reconeguts del país. En aquesta mateixa revista, però el 1975 (precisament en el número 15), comença a publicar-se la secció "El club de la historieta", els responsables de la qual van ser els guionistes Carlos Trillo i Guillermo Saccomanno. Aquesta secció donava a conèixer assajos i comentaris, donant lloc a la producció crítica. Els mateixos autors portaran endavant també la secció denominada "Història de la historieta argentina", que es va publicar en forma de capítols a la revista Tit-Bits i després van ser reunits en un llibre.
El mes de octubre el govern de María Estela Martínez de Perón clausura la revista Satiricon. Els editors recorren a la justícia i mentrestant treuen una nova revista, de to més moderat que la seva predecessora: Chaupinela.
El juliol de 1975 es publica la primera tira d'El loco Chávez, guionitzada per Carlos Trillo i dibuixos d'Horaci Altuna al diari Clarín. Ràpidament es transforma en popular.
Entre octubre i desembre del 1976, ja sota l'òrbita de l'autodenominat Procés de Reorganització Nacional, es publiquen onze fascicles, els quals contenen els 350 lliuraments de l' Eternauta, en la seva versió original de 1957, la qual cosa al seu torn funciona com a pròleg a la serialització de la seva segona part, els guions de la qual corren per compte de Oesterheld i és dibuixada per Francisco Solano López. Oesterheld en aquell moment ja participava en l'organització guerrillera Montoneros, la qual cosa es veu reflectit en el caràcter pamfletari del còmic a diferència de l'obra original. Encara més, el guió el va acabar d'escriure a la clandestinitat.
Durant aquests anys els germans Ricardo , Enrique i Carlos Villagrán al costat de l'escriptor Robin Wood funden l'estudi Nippur IV que es convertirien en autors i productors d'un gruixut nombre de personatges dde còmic entre les quals destaquen capítols de Nippur de Lagash, Kayan, Mark, Or-Grund i Los aventureros entre d'altres. Dins de la tira dels aventurers, neix el personatge femení de Storm, després evolucionat cap a l'homònima Star que es convertiria cronològicament en una de les primeres heroïnes de pes dins del còmic argenti. Per l'estudi Nippur IV (després anomenat "Estudio Villagrán" després de la partida de Robin Wood, el qual legaria diverses de les seves sèries al guionista Armando Fernández) passarien una gran quantitat d'artistes nacionals i internacionals.
El 27 d'abril de 1977 és segrestat Héctor Germán Oesterheld per forces de la dictadura. Es presumeix que un any després va ser assassinat. El 30 d'abril d'aquest mateix any va sortir l'últim número de la revista Patoruzú.
Al juny de 1978 surt a la venda una nova revista d'humor que pretenia ser una veu d'opinió diferent dins d'un panorama de censura per part del govern del país. Al capdavant de l'emprenedoria hi ha Andrés Cascioli amb Ediciones de la Urraca.
Un any després es comença a publicar Las puertitas del Sr. López a El Péndulo, sèrie que més tard va recaure en Humor. Editorial Columba llança una nova publicació Nippur Magnum, nova llar del popular Nippur de Lagash i altres personatges com Dennis Martin, la revista va mantenir el format de les altres revistes de l'editorial.
El 1980, Clarín es converteix en el primer diari a publicar només producció nacional en reemplaçar la tira estatunidenca Mutt i Jeff per Teodoro i Cia...

### El còmic supervivent (1984-present)

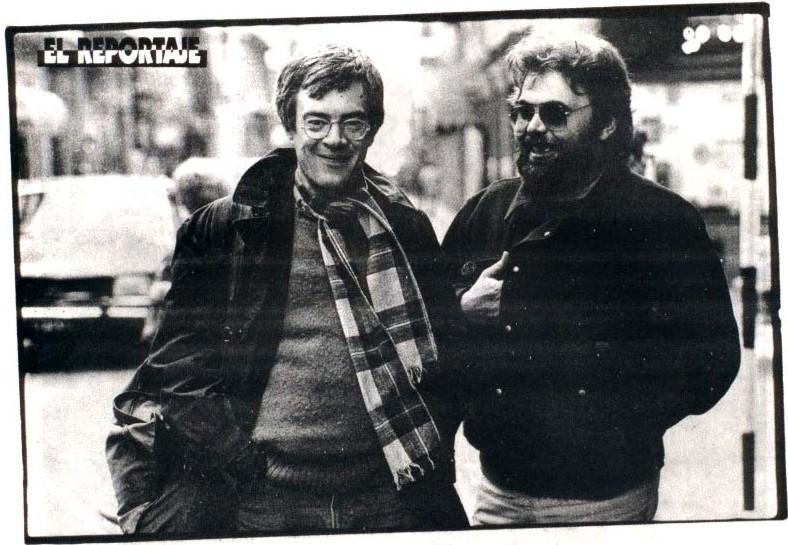
José Muñoz i Carlos Sampayo.

El mes de setembre del 1984 veu el naixement d'una nova revista íntegrament dedicada al còmic que revolucionaria el mercat: Fierro, publicada per Edicions de la Urraca.
El 1986 apareixeria a San Miguel de Tucumán la revista TRIX hemocomics, un reflex de la passió tucumana pel còmic.
L'octubre de 1989 es comença a publicar Comic Magazine, la primera revista professional especialitzada en còmics. Va tenir una aparició irregular i no va arribar mai a instal·lar-se, però va ocupar un lloc vacant que després omplirien altres publicacions, la cobertura del còmic com a gènere i temes relacionats amb ell, com el cinema i la televisió.
Amb el dòlar barat el còmic extranger es fa accessible. Els superherois nord-americans i més tard el manga, inunden el mercat. Les edicions importades són més luxoses que les nacionals, i en relació més barates. Al còmic argentí cada vegada se li fa més difícil sobreviure en el mercat.
El desembre del 1992 ocorren dos fets, tots dos en Edicions de la Urraca, que marquen el decaïment de l'interès per la historieta autòctona. Després de 100 números la revista Fierro deixa de publicar-se. Al mateix temps es llança Cazador, en la seva pròpia revista en format de comic-book. Les revistes d'antologies donen lloc als comic-book, format predominant provinent de la indústria nord-americana, en el qual s'editaria gairebé tot el que es faci a l'Argentina.
En 1993 apareix el primer número d'El Lápiz Japonés, publicació independent a càrrec de Diego Bianki i Sergio Langer; l'equip es completaria amb Sergio Kern, Ral Veroni i Elenio Pic.
El maig de 1994 apareix el primer número de Comiqueando, revista especialitzada en el mitjà.
.Entre 1995 a 1999 apareix la publicació anual independent ¡Suélteme! Fundada per Martín Pérez i Liniers, aviat se sumarien Diego Parés, Podetti, Pablo Fayó, Pablo Sapia i Max Cachimba a l'equip responsable d'aquest projecte.
El gener de 1996 surt l'últim número de Skorpio. Sobreviuen per algun temps més les revistes de Columba, que cada vegada reciclen més el material ja publicat. Entre el 7 i 10 de novembre es va dur a terme Fantabaires, la primera Convenció d'Historietes, Humor Gràfic, Ciència-ficció i Terror.
El 2000 el diari Clarín va incloure El Eternauta en la seva col·lecció La Biblioteca Argentina / Serie Clásicos. Figurava amb el número 24 al costat d'obres com Martín Fierro i autors com Borges, Sábato o Cortázar. D'aquesta manera l'obra de Oesterheld i Solano López en particular i la historieta en general reben un important reconeixement en ser situades al costat del més important de la literatura argentina. El mateix any Editorial Ivrea publica la revista Ultra en el qual se serialitzaven 3 sèries d'historietes; no obstant això, la revista deixa de ser publicada als 4 números, deixant inconcluses totes les històries
Un any després tanca Columba. A mitjan any anterior havia cancel·lat tots els títols que publicava des de feia dècades. Intentant adaptar-se a les noves tendències va llançar una sèrie de comic-books amb alguns dels seus personatges més coneguts, no obstant això, la poca venda obliga a cancelar les publicacions i al maig surten els últims números. Tanca així l'editorial que durant més temps va publicar comics al país.
El 2003, Sergio Langer i Rubén Mira publiquen "La Nelly" al diari Clarín, una sàtira sobre la classe mitjana que gira entorn d'una dona soltera, jubilada, de caràcter fort i pragmàtica. La publicació d'aquesta tira va durar catorze anys.
El 2006, el Museu de Belles arts de Xile, li ret homenatge al comic argenti, que va influir i va ser pioner a tota Amèrica Llatina, realitzant tres mostres a Santiago de Xile. El Museo del Dibujo y la Ilustración de Buenos Aires, va enviar-hi un important material per a les exhibicions, que van tenir gran repercussió en el públic, en la premsa i en mitjans culturals en general.
El 2007, el  dibuixant, José Muñoz, que s'inicia realitzant els fons del Eternauta, va guanyar el Gran Premi de la ciutat de Angouléme, França. Aquest guardó li va donar dret a presidir el Festival 2008 i hi va organitzar una mostra d'homenatge al  Còmic  Argenti. Aquesta mostra va ser patrocinada per l'editor Giustiniano Zuccato i va estar exposada al Musee de la Band Desinee entre els mesos de gener i agost del 2008. Aquesta mostra va comptar amb l'aportació del Museo del Dibujo y la Ilustración de Buenos Aires, el qual va enviar-hi 80 originals dels artistes més importants de l'Argentina.